# (274301) Wikipedia
(274301) Wikipedia ist ein Asteroid des inneren Hauptgürtels. Der Asteroid wurde im Jahr 2008 am Astronomischen Observatorium Andruschiwka in Haltschyn in der nordukrainischen Oblast Schytomyr entdeckt. Im Januar 2013 wurde der Name des Asteroiden in Anlehnung an die gleichnamige Online-Enzyklopädie auf „Wikipedia“ festgelegt. Eine Sonnenumrundung von (274301) Wikipedia dauert 3,68 Jahre.

## Entdeckung

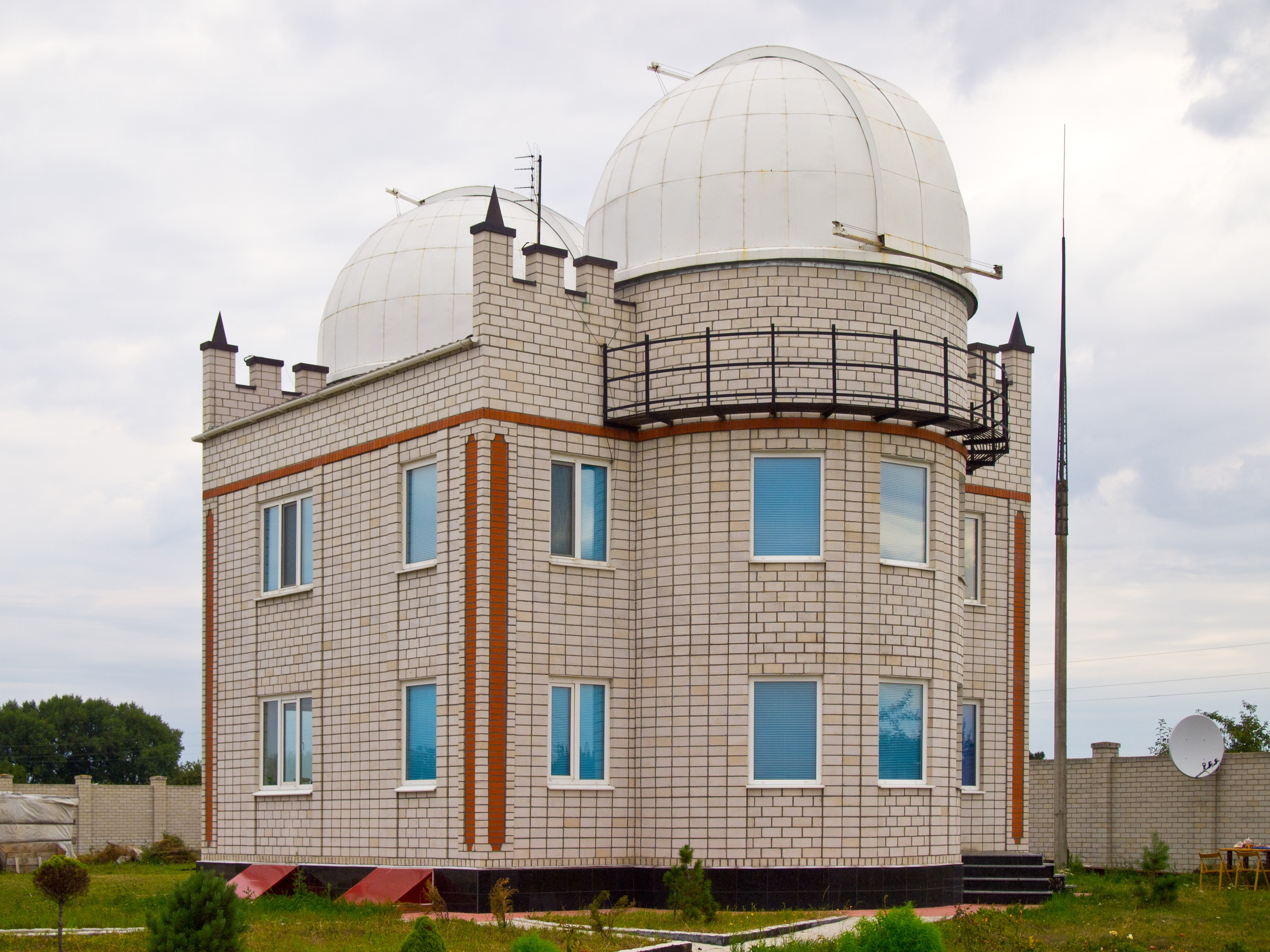
Das Astronomische Observatorium Andruschiwka (2012)

Nach der Entdeckung am 25. August 2008 um 22:47 Uhr UTC im 2001 erbauten astronomischen Astronomischen Observatorium Andruschiwka (IAU-Code A50) wurde der Asteroid weiter beobachtet und bekam als provisorischen Namen die Bezeichnung 2008 QH24. Am 6. September 2008 wurde seine Umlaufbahn berechnet. Es zeigte sich, dass der Asteroid bereits am 8. September 1997 als 1997 RO4 im Rahmen des OCA-DLR Asteroid Surveys am französischen Observatoire de Calern (IAU-Code 910) und im Jahr 2007 als 2007 FK34 von Observatorien in Arizona (Mount Lemmon Survey mit dem IAU-Code G96 und am Steward Observatory mit dem IAU-Code 691) beobachtet worden war. Am 18. April 2011 bekam der Asteroid die Nummer (274301).

## Merkmale
(274301) Wikipedia weist eine absolute Helligkeit von 16,99 mag auf. Seine Zusammensetzung ist, ebenso wie die Albedo, also das Rückstrahlvermögen des Objekts, nicht bekannt. Er umkreist die Sonne alle 3,68 Jahre in einer leicht exzentrischen Umlaufbahn mit einer Bahnneigung von 6,7321°. Den sonnennächsten Punkt seiner Umlaufbahn (Perihel) hat (274301) Wikipedia bei 2,03228 AE, den sonnenfernsten Punkt (Aphel) bei 2,7319 AE.
Es wird vermutet, dass (274301) Wikipedia im weiteren Sinne zur Vesta-Familie gehören könnte, einer großen Gruppe von Asteroiden, benannt nach (4) Vesta, dem zweitgrößten Asteroiden und drittgrößten Himmelskörper des Hauptgürtels. Die zeitlosen (nichtoskulierenden) Bahnelemente von (274301) Wikipedia sind fast identisch mit denjenigen des (in Bezug auf die absolute Helligkeit von 14,41 gegenüber 17,00) größeren Asteroiden (21791) Mattweegman. Des Weiteren nahezu identisch sind die Bahnelemente der etwas größeren (abgeleitet aus der Absoluten Helligkeit von 16,39, 16,02 und 16,43 gegenüber 17,00) Asteroiden (179728) 2002 RG95, (183281) 2002 TC278 und (221025) 2005 QA21, sowie den wahrscheinlich kleineren (411249) 2010 RY82, (499557) 2010 RG146 und (549663) 2011 QR66 (17,3, 17,70 und 17,6).
Die Lichtkurve von (274301) Wikipedia wurde im Lauf der Jahre mehrmals untersucht. Die gesammelten Daten reichten jedoch nicht für eine zuverlässige Bestimmung der Rotationsperiode aus. Als Näherungswert wurde eine Rotationsperiode von 1,05 Stunden angenommen, bei einer ausreichenden Datenmenge könnte aber ein ganz anderer Wert herauskommen. Die Untersuchungen erfolgten durch Brian D. Warner am Palmer-Divide-Observatorium in Colorado in den Jahren 2009 und 2020 sowie durch Nicolas Erasmus et al. 2018 und 2019 unter Zuhilfenahme des Southern African Large Telescopes, das sich in der Nähe von Sutherland in Südafrika befindet.

## Namensgebung
Der Asteroid ist nach dem Online-Lexikon Wikipedia benannt. Wikipedia selbst ist ein Kofferwort aus Wiki (ursprünglich hawaiisch für ‚schnell‘) und encyclopedia (englisch für ‚Enzyklopädie‘).
Der Namensvorschlag für den Asteroiden kam von einem Vorstandsmitglied des Wikimedia-Chapters Wikimedia Ukraine, Andrij Makucha. Eingereicht wurde der Vorschlag vom Inhaber des Observatoriums, Jurij Iwaschtschenko. Am 27. Januar 2013 akzeptierte die Internationale Astronomische Union (IAU) den Namen einstimmig und veröffentlichte ihn.